# Хаба, Алоис
Алоис Ха́ба, Габа (чеш. Alois Hába; 21 июня 1893, Визовице, Моравия, на тот момент Австро-Венгрия — 18 ноября 1973, Прага) — чешский композитор и теоретик музыки.

## Биография и творчество
Родился в семье музыкантов, в которой было десять детей. Ещё в детстве было обнаружено, что у Хабы абсолютный слух. В 1908 году он поступил в учительскую семинарию в Кремзире (ныне Кромержиж), где под руководством Станислава Шулы начал развивать интерес к чешской национальной музыке, анализируя произведения Бедржиха Сметаны. В 1913 году Хаба написал свои первые музыкальные сочинения. В 1914 году он переехал в Прагу и стал учеником Витезслава Новака. Учился в Берлине и Вене у Франца Шрекера. В композиции (начиная с Сюиты для струнных, 1917) и музыкально-теоретических трудах разрабатывал новаторскую концепцию микрохроматической композиции. Рассматривал деление целого тона на 4 (четвертитоновая композиция), 3, 6 и 12 частей. Изобрёл фортепиано с тремя клавиатурами для извлечения указанных микроинтервалов. В 1924—51 годах (с перерывами) преподавал основы четвертитоновой композиции в Пражской консерватории.
Самое значительное сочинение Хабы, опера «Мать» (либретто автора на темы валашского фольклора; 1929, пост. 1931), последовательно выдержано в четвертитоновой системе.
Среди учеников Хабы были Гидеон Кляйн и Иеронимас Качинскас.